# Жембровський Денис Вікторович
Дени́с Ві́кторович Жембро́вський (нар. 5 листопада 1981 — 10 лютого 2015) — підполковник (посмертно), Міністерство внутрішніх справ України.

## Життєпис
Закінчив вінницьку ЗОШ № 21, з кінця 1990-х років працював в органах внутрішніх справ. Випускник 2002 року Одеського юридичного інституту.
Працював дільничним інспектором у Вінниці, згодом очолив міліцію громадської безпеки Тиврівського районного відділу, по тому — на різних посадах міліції громадської безпеки.
Майор міліції, старший інспектор з особливих доручень відділу дільничних інспекторів УМВС України у Вінницькій області.
В зоні бойових дій перебував у складі зведеного загону вінницької міліції з травня 2014 року. Ніс службу на блокпостах поблизу захопленого терористами Слов'янська.
У друге своє відрядження до зони бойових дій поїхав в січні 2015-го — попросився замість колеги, котрий має двох маленьких дітей, наполіг, що на фронт має їхати він — сам ще не встиг стати батьком.
10 лютого 2015-го близько 12:30 російські збройні формування з боку Горлівки з РСЗВ «Смерч» обстріляли місто Краматорськ (Донецька область) 300-міліметровими снарядами, які влучили в район аеродрому та у житловий сектор. Денис загинув внаслідок прямого влучання снаряду на територію дислокації зведеного загону вінницької міліції. Тоді ж загинули Євген Бушнін, Володимир Глубоков, Володимир Довганюк, Сергій Хаустович, Віктор Дев'яткін, Михайло Ілляшук, Ігор Шевченко, Сергій Шмерецький. Ще двоє вінницьких міліціонерів отримали поранення.
13 лютого 2015 року похований у Вінниці на Алеї Слави Центрального кладовища міста Вінниці.
Без Дениса лишились батьки, брат, дружина.

## Нагороди та вшанування
- Указом Президента України № 270/2015 від 15 травня 2015 року — орденом За мужність III ступеня (посмертно)[1]
- 5 листопада 2015-го у вінницькій ЗОШ № 21 відкрито меморіальну дошку випускнику Денису Жембровському